# Kerkhof van Welle
Het Kerkhof van Welle is een gemeentelijke begraafplaats in het Belgische dorp Welle, een deelgemeente van Denderleeuw. Het kerkhof ligt in het dorpscentrum rond de Sint-Pieters-Bandenkerk.
Aan de zuidelijke kerkhofmuur hangt een herinneringsplaat voor de gesneuvelde dorpsgenoten uit de beide wereldoorlogen.

## Brits oorlogsgraf
Aan de zuidelijke zijde van de kerk ligt het graf van de Britse soldaat John Bartripp. Hij diende bij het Royal Berkshire Regiment en sneuvelde op 18 mei 1940 in de strijd tegen het oprukkende Duitse leger om de terugtrekking van het Britse Expeditieleger naar Duinkerke veilig te stellen. Zijn graf wordt onderhouden door de Commonwealth War Graves Commission en is daar geregistreerd onder Welle Churchyard.